# 費斯山
69°37′S 64°29′W / 69.617°S 64.483°W
費斯山是南極洲的山峰，位於帕爾默地，處於霍普山以北17公里，海拔高度2,650米，由美國的探險家命名，現時由南極條約體系管理。